# Egenolfia crenata
Egenolfia crenata là một loài thực vật có mạch trong họ Lomariopsidaceae. Loài này được R.C. Ching & Chiu mô tả khoa học đầu tiên năm 1983.